# Alta (Schiff, 1976)
Die Alta ist das Wrack eines Motorschiffs. Der Stückgutfrachter wurde am 16. Februar 2020 als Geisterschiff an der irischen Südküste angespült.

## Geschichte
Das 1976 gebaute Schiff war als Alta im Eigentum der Alta Shipping LLC mit Sitz in Miami ab September 2017 bei der Zanzibar Maritime Authority registriert und fuhr unter tansanischer Flagge. Die Registrierung erlosch nach Ablauf einer Erneuerungsfrist im Dezember 2018.:Appx7.2
Die Alta war im Spätsommer 2018 auf dem Atlantik von Griechenland nach Haiti unterwegs, als auf halber Strecke zwischen Afrika und Nordamerika, etwa 2200 km südöstlich von Bermuda und 2750 km westlich der afrikanischen Küste, der Schiffsantrieb aufgrund eines technischen Defekts ausfiel. Versuche der Besatzung, die entstandenen Schäden mit Bordmitteln zu beheben, scheiterten und das Schiff trieb für einige Zeit manövrierunfähig im Atlantik.

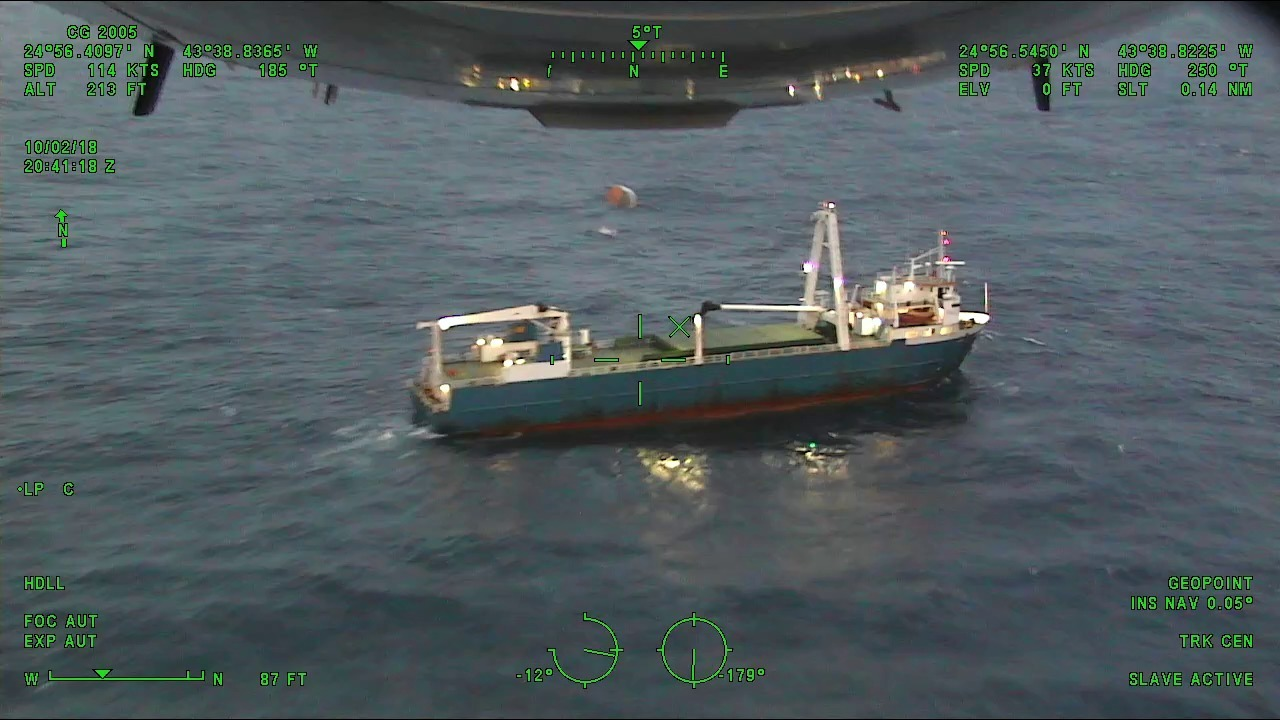
Die Alta 1300 Meilen südöstlich der Bermudas (Oktober 2018)

Die zehnköpfige Besatzung wurde von einem SAR-Flugzeug des Typs Lockheed HC-130 der US-Küstenwache am 2. Oktober 2018 mit Nahrungsmitteln versorgt, bis sie fünf Tage später vom Küstenwachschiff Confidence (WMEC-619) vor einem aufziehenden Sturm von Bord geholt wurde. Seitdem trieb das Schiff verlassen im Atlantik, obwohl ein Abschleppen des Schiffs ursprünglich vorgesehen war.
Vor der Strandung im Februar 2020 gab es eine dokumentierte Sichtung des treibenden Schiffs, als sich am 31. August 2019 die britische HMS Protector der Alta näherte. Kontaktversuche seitens der Protector blieben unbeantwortet und lediglich die damalige Position etwa 2400 km nördlich der letzten bekannten Position wurde festgehalten. Eine nachträgliche Open-Source-Erkundung auf Basis von Satellitenaufnahmen vom 10., 14. und 15. Februar 2020 und von AIS-Aufzeichnungen führte zu der These, dass das Geisterschiff am Abend des 15. Februar unweit des Hafens von Cork dem Kurs des katarischen Öltankers Khawr Aladid nahe gewesen sein könnte.
Am 16. Februar 2020 strandete die Alta an der irischen Südküste etwa 3,75 km südwestlich des Ortes Ballycotton im County Cork. In den 18 Monaten seit der Havarie hatte sie eine Strecke von etwa 4300 km zurückgelegt. Ein Jogger entdeckte das verlassene und führerlose Schiff, das weitestgehend intakt wirkte und beim Durchzug des Wintersturms „Dennis“ (in Deutschland als Sturmtief Victoria benannt) angespült worden zu sein schien, und dies, ohne dass es Anzeichen für Sturmschäden in der Region gab.
Eine Woche nach der Strandung barg man mit einem Hubschrauber die Ladung, die aus 95 Ölfässern bestand, von denen 33 jedoch leer waren. Die meisten der Treibstoffbunker waren aufgerissen und leer, es wird vermutet, dass sich etwaige noch vorhandene Dieselmengen während Sturm „Dennis“ im Meer verteilt haben könnten.:5 Weil kein Eigentümer ermittelt werden konnte, setzte das irische Finanzministerium auf gesetzlicher Grundlage des Merchant Shipping (Salvage & Wreck) Act 1993 einen Treuhänder ein. Die öffentliche Hand müsste die Bergungskosten tragen.:14 Der Schrottwert des Wracks beträgt aber nur ein Drittel der Bergungskosten von geschätzten 10 Millionen Euro.
Am 29. April 2021 gab es ein Feuer auf dem Wrack, bei dem die Brücke schwer beschädigt wurde. Am 13. März 2022 brach der Rumpf der Alta nach einer Reihe von Stürmen und schlechtem Wetter in zwei Teile, ein weiteres Auseinanderbrechen bis hin zum völligen Zerfall der Schiffstruktur wurde für den Winter 2022/23 erwartet. Im Juni 2024 waren die zwei Teile weiterhin vorhanden.
Ein vom Ministerium für Verkehr angekündigter Bericht über den weiteren Umgang mit der Alta aus dem Jahr 2022 wurde im September 2023 veröffentlicht. County Cork gab im Juni 2024 bekannt, Verkehrssicherungsmaßnahmen zur Beseitigung der im Bericht identifizierten Gefahrenpotenziale durchgeführt zu haben und darüber hinaus nichts zu planen. Ein Bericht einer Arbeitsgruppe mehrerer irischer Behörden über den künftigen Umgang mit unsicheren Schiffen und Wracks war im Juli 2023 nicht veröffentlicht, auch nicht im August 2025.